# Utricularia antennifera
Utricularia antennifera — вид рослин із родини пухирникових (Lentibulariaceae).

## Біоморфологічна характеристика
Наземна однорічна, трав'яниста рослина. Квітки кремово-жовтий-оранжевий-рожево-коричневі.

## Середовище проживання
Ендемік західної Австралії. Цей вид має обмежений ареал в укосах пісковика в регіоні Кімберлі в Західній Австралії.
Населяє просочування та невеликі сезонні струмки та басейни на скосах пісковика. Він також росте на постійно вологих поверхнях на скелях з пісковика; на висоті від 0 до 200 метрів.

## Використання
Вид культивується в невеликих масштабах ентузіастами; торгівля незначна.